# خلیج سوداک
خلیج سوداک (روسی: Судакская бухта) یک خلیج در کرانه دریای سیاه و شبه‌جزیره کریمه است.